# Francesco Acerbi
Francesco Acerbi (Vizzolo Predabissi, 1988. február 10. –) Európa-bajnok olasz válogatott labdarúgó, hátvéd, 2023 óta az Inter játékosa.

## Pályafutása

### FC Pavia
A lombardiai Vizzolo Predabissiben született Acerbi a helyi Pavia csapatában kezdte pályafutását, 2006. április 23-án debütált a bajnokságban. 2007. január 11-én kölcsönadták a Serie D-ben szereplő Renaténak, ahol ugyanezen a napon egy barátságos  mérkőzés során mutatkozott be. 28-án debütált hivatalosan a Palazzolo elleni 0-0-s döntetlen alkalmával. Január 30-án visszatért a Paviához, és a 2006-07-es Serie C2 utolsó fordulójában játéklehetőséget is kapott a csapatban.
Augusztus 2-án kölcsönadták a Triestinanak, majd augusztus 16-án a Spezianak, de csak a csak a 20 év alatti primavera csapatban játszott. Július 1-jén visszatért a Paviához, és az első csapatban is elkezdett rendszeresen szerepelni. A 2009-10-es Lega Pro Seconda Divisione feljutási rájátszásának szakaszát végigjátszotta, az elvesztett elődöntőben is pályára lépett. A csapata azonban azután feljutott, hogy néhány csapatot pénzügyi problémák miatt kizártak a ligából.

### Reggina
Július 13-án behívták a Serie B-s Reggina csapatának szezon előtti edzőtáborába, a szerződést pedig július 16-án alá is írták a felek. 2011. január 31-én a Pavia eladta a fennmaradó 50 százalékos jogát a Regginának, ezt követően a calabriaiak megállapodtak a Serie A-s Genoával és 1 millió euróért a Genoa játékosa lett, azonban kölcsönben maradt a Regginánál. Mindössze két mérkőzést hagyott ki a 2010-11-es Serie B szezon és a feljutás rájátszásának során végig játszott, csapata az elődöntőben a későbbi rájátszásgyőztes Novara Calcio ellen végül kikapott. 2010-11-ben egyszer pályára lépett a Coppa Italia küzdelmei során is, ezen a mérkőzésen végül kiállították és a következő kupamérkőzésről eltiltották.

### Chievo Verona
2011. június 24-én a Genoa 2,2 millió euróért megvásárolta a Regginától a játékjogának fennmaradó 50 százalékát, és az üzlet részeként Antonino Ragusát is kölcsönadták a Regginának. 2011. július 1-jén 2 millió euróért eladták a Chievónak egy olyan szerződés részeként, mellyel  Kévin Constant 7,8 millió euróért a Genovához igazolt, továbbá Ivan Fatić is visszatért a Chievóhoz 200 000 euróért. A szezon második felében került be a kezdő tizenegybe, 14 alkalommal kezdett,  Marco Andreollival 9 összecsapáson szerepelt a védelem közepén, Dario Dainellivel három mérkőzésen, míg Boštjan Cesarral  két mérkőzésen alkották a verónaiak védelmének tengelyét.

### AC Milan

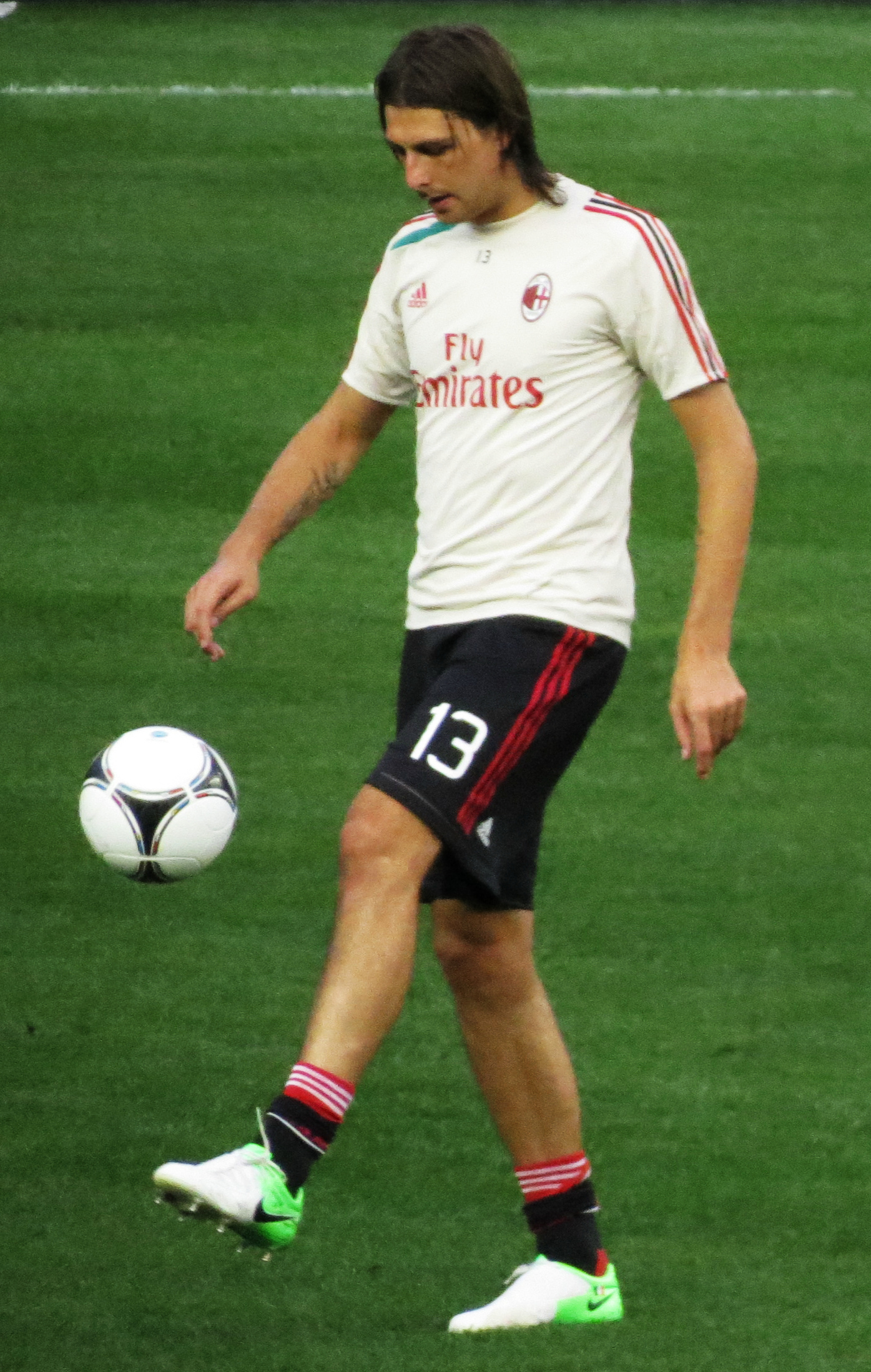
A Milan játékosaként

2012. június 20-án a Milan megvásárolta a Chievotól a játékjogámak 50 százalékát, a Genoa pedig megtartotta a bejegyzési jogainak fennmaradó felét. Egyidejűleg a Milan ideiglenes kölcsönszerződéssel leigazolta Kévin Constantot a Genoától. 2012 júliusában Isaac Cofie a pénzügyi kompenzáció részeként csatlakozott a Chievóhoz a Genoától. A Genoa a 2012-es naptári év pénzügyi jelentésében nyilvánosságra hozta, hogy 3,75 millió euróért visszavásárolta Acerbi regisztrációs jogainak 50 százalékát, majd ezt követően 4 millió euróért eladta a Milannak, míg Cofie 1,5 millió euróba került a Chievónak. Az ügyletekből a Genoa ténylegesen 250 000 eurós nyereséget ért el, míg a Chievo újabb kompenzációt kapott Constant árából.
A Milanban a Bologna elleni 3-1-es győzelem alkalmával debütált, azonban nem sikerült stabil helyet szereznie a kezdőcsapatban, így a téli átigazolási időszakban elhagyta a klubot.
2019-ben elárulta, hogy a Milanban töltött ideje alatt depresszióban szenvedett, édesapja halálát gyászolta, ezért gyakran az alkoholhoz nyúlt, hogy elnyomja érzelmi fájdalmát.

### Genoa és Chievo Verona
2013. január 26-án a Milan 4 millió euróért megvásárolta Kévin Constant játékjogának maradék 50 százalékát. 2013. január 26-án az üzlet részeként Acerbi szintén 4 millió euróért Genovába költözött, ahonnan korábbi klubja, a Chievo 300 ezer euróért kölcsönvette. 2012-13-as Serie A második felében hét alkalommal lépett pályára.

### Sassuolo
2013. július 9-én a Serie A-ba frissen feljutott Sassuolo 1,8 millió euróért megvásárolta játékjogának felét, a másik fele a Genoa tulajdona maradt. Leigazolása napján a szükséges orvosi vizsgálatok során a vérvizsgálatok után hererákot mutattak ki, a daganat eltávolítása miatt műtétet végeztek rajta, nem sokkal a daganat eltávolítását követően új csapattársaival folytatta az edzéseket. Tizenhárom mérkőzésen vett részt a 2013-14-es Serie A-szezonban, mielőtt 2013 decemberében megbukott egy doppingteszten; tagadta, hogy tiltott teljesítményfokozó szereket használt volna, kiderült hogy a rák visszatérése miatt alakult ki a szabálytalan hormonszint. Ezt követően kemoterápián vett részt 2014. január 7. és március 14. között. Arról is beszámoltak, hogy a rákbetegséggel járó kezelés ideje alatt nem hagyta ki az edzések többségét. Ennek ellenére a pályára való visszatérését a következő szezonra halasztották.
Később így nyilatkozott erről az időszakáról:
|  | „Még a Milan játékosa voltam, amikor meghalt az édesapám, ami teljesen mélypontra lökött. Elfelejtettem, hogyan kell játszani, és hogy egyáltalán, mi az értelme az egésznek. Inni kezdtem, de szó szerint mindent megittam. Szörnyűséges paradoxon, de valójában a rák mentett meg. Volt valami, amit le kellett küzdeni, egy határ, amin muszáj volt átlépni. Olyan érzés volt, mintha teljesen újrakezdhettem volna az életet, és olyan módon láttam a világot, ahogyan már nagyon régen nem. ” |
|  | |

2014 júniusában a Sassuolo meghosszabbította a szerződését.
2015. január 30-án a Sassuolo további 1,8 millió euró ellenében végleg megvásárolta Acerbi teljes játékjogát. Ugyanezen a napon a Genoa ingyen, ideiglenes szerződéssel megszerezte a Sassuolótól Lorenzo Ariaudót és Leonardo Pavolettit.

### Lazio
2018. július 11-én ötéves szerződés keretében csatlakozott a Lazióhoz. Esélye nyílt felzárkózni a 162 egymást követő Serie A pályára lépés rekordjához, amely rekordot az Internazionale korábbi játékosa, Javier Zanetti tart. Azonban 2019. január 20-án két sárga lapos eltiltás miatt 149 mérkőzésnél megállt, szériája 2015. október 18-án kezdődött, amikor még a Sassuolo játékosa volt. 2018 októberében csapata az Európa-liga küzdelmei során az Eintracht Frankfurt ellen lépett pályára, a mérkőzést követően emlékezetes pillanat volt, amikor mezt cserélt a korábban szintén hererákot leküzdő Marco Russ-szal.

### Internazionale
2022. szeptember 1-jén került az milánói együtteshez kölcsönben a teljes szezonra, a távozó Andrea Ranocchia pótlására. Az Inter vezetőedzője ekkor Simone Inzaghi volt, akivel  már a Lazionál is együtt dolgoztak. Először 2022. szeptember 13-án lépett pályára új csapatában a Viktória Plzen ellen idegenben megrendezett Bajnokok Ligája csoportmérkőzésen, amit végig a pályán töltött. Első gólját hazai kupamérkőzésen szerezte 2023. január 10-én, amikor a Parma ellen a 81. percben lépett a pályára és a hosszabbítás 110. percében megszerezte a győztes találatot és beállította a mérkőzés 2–1-es végeredményét. Eleinte kiegészítő embernek számított és rendszeresen csereként kapott lehetőséget a csapatnál, viszont a szezon közben a teljesítményével kivívta, hogy az állandó kezdő tizenegy tagja legyen és Inzaghi szerette volna végleg megszerezni a játékjogát a Laziotól. A 2023-as BL döntőn kezdőként lépett pályára és végig is játszotta a Manchester City ellen 1–0 arányban elveszített találkozót.
2023. július 7-én hivatalosan is bejelentették, hogy az Inter él a vételi opciós jogával és leigazolta a Laziotól. Ebben a szezonban már kulcsfontosságú játékosnak számított, így amikor nem hátráltatta sérülés, akkor minden alkalommal a pályán volt. Első bajnoki gólját 2023. október 7-én szerezte a Bologával szemben megvívott 2–2-es végeredménnyel záruló mérkőzésen.
A következő szezonban is csapata alapembere maradt és a Bajnokok Ligája menetelésből is kivette a részét, a Barcelona elleni elődöntő visszavágójának 93. percében egyenlítő találatot szerzett, amivel a mérkőzés eredménye 3–3-as állásra módosult, amivel csapata először kiharcolta a hosszabbítást, ott pedig Davide Frattesi 99. percben szerzett góljával az Inter 4–3-as végeredménnyel (7–6-os összesítéssel) kiharcolta a döntőbe jutást.

## Nemzetközi pályafutása
2012. augusztus 10-én kapta meg első válogatottbeli behívóját Cesare Prandellitől. Válogatottbéli debütálására végül 2014. november 18-án került sor Antonio Conte irányítása alatt, az Albánia ellen Genovában 1-0-ra megnyert barátságos mérkőzésen, ahol végigjátszotta a 90 percet.
Roberto Mancini kapitánysága alatt játszotta első tétmérkőzését Olaszország színeiben, 2019. szeptember 8-án, a Finnország elleni 2-1-es idegenbeli győzelem alkalmával, a 2020-as labdarúgó-Európa-bajnokság selejtező mérkőzése során. Első válogatottbeli gólját november 15-én szerezte, a Bosznia-Hercegovina elleni 3-0-s idegenbeli siker alkalmával, szintén a 2020-as EB-selejtezők idején. Mancini nevezte a 2020-as labdarúgó-Európa-bajnokság keretébe is. A torna során három alkalommal lépett pályára. A második csoportmérkőzésen Svájc ellen a 24. percben cserélték be a megsérült Giorgio Chiellini helyére, Wales ellen szintén csereként, a szünetben lépett pályára, ezúttal Leonardo Bonuccit váltotta taktikai okokból., a legjobb 16 között megrendezett Ausztriával szembeni hosszabbításig tartó mérkőzést pedig végig játszotta. Az EB-t végül megnyerte az olasz válogatott.
2024. március 18-án elküldték a válogatottól, miután egy bajnoki mérkőzésen rasszista botrányba keveredett a Napoli brazil védőjével, Juan Jesusszal A liga hosszas vizsgálódás után, március 26-án felmentettte Acerbit a vádak alól. Ennek ellenére a válogatottól azóta nem kapott meghívót.

## Játékstílusa
A keményen védekező és fizikailag erős, bal lábas védő jó technikával és labdajáratással rendelkezik a talajon, Acerbit a Serie A és Olaszország egyik legjobb aktív védőjeként tartják számon. Gyakran játszik bal oldali középhátvédként a három- vagy négyfős hátsó sorban, és védekezésbeli következetességéről, karizmatikus személyiségéről és futballistaként való vezető szerepéről, valamint a labdavezető képességéről ismert. Magas és fizikailag erős középhátvéd, bár nem számít gyors játékosnak, ereje, játékolvasása és időzítése lehetővé teszi számára, hogy az ellenfelekkel vívott fizikai párharcokban kiemelkedő teljesítményt nyújtson, míg magassága és fejelőképessége a légi kihívások megnyerésében is eredményessé teszi, és azt is lehetővé teszi, hogy támadásban további gólokkal járuljon hozzá csapata teljesítményéhez.

## Sikerei

### Lazio
- Coppa Italia: 2018–19[59]
- Supercoppa Italiana: 2019[60]

### Internazionale
- Coppa Italia: 2022–23
- Supercoppa Italiana: 2022
- Bajnokok ligája – döntős: 2022–23
- Serie A bajnok: 2023–24[61]

### Olaszország
- Európa bajnok: 2020[62]
- Nemzetek Ligája – harmadik helyezett: 2020–21, 2022–23

### Egyéni
- Pallone d’Argento: 2014–15[63]

## Statisztikái

### Klubcsapatokban
Legutóbb frissítve: 2025. május 10.
| Klub                        | Szezon         | Liga                       | Liga            | Liga  | Olasz labdarúgókupa | Olasz labdarúgókupa | Európai         | Európai | Egyéb           | Egyéb | Összesen        | Összesen |
| Klub                        | Szezon         | Bajnokság                  | Pályára lépések | Gólok | Pályára lépések     | Gólok               | Pályára lépések | Gólok   | Pályára lépések | Gólok | Pályára lépések | Gólok    |
| --------------------------- | -------------- | -------------------------- | --------------- | ----- | ------------------- | ------------------- | --------------- | ------- | --------------- | ----- | --------------- | -------- |
| Pavia                       | 2005–06        | Serie C1                   | 1               | 0     | 2                   | 0                   | —               | —       | —               | —     | 3               | 0        |
| Pavia                       | 2006–07        | Serie C1                   | 1               | 0     | 0                   | 0                   | —               | —       | —               | —     | 1               | 0        |
| Pavia                       | 2008–09        | Lega Pro Seconda Divisione | 22              | 2     | 3                   | 0                   | —               | —       | —               | —     | 25              | 2        |
| Pavia                       | 2009–10        | Lega Pro Seconda Divisione | 24              | 1     | 1                   | 0                   | —               | —       | 2               | 0     | 27              | 1        |
| Pavia                       | összesen       | összesen                   | 48              | 3     | 6                   | 0                   | —               | —       | 2               | 0     | 56              | 3        |
| Renate (kölcsönben)         | 2006–07        | Serie D                    | 1               | 0     | 0                   | 0                   | —               | —       | —               | —     | 1               | 0        |
| Reggina                     | 2010–11        | Serie B                    | 40              | 2     | 1                   | 0                   | —               | —       | 2               | 0     | 43              | 2        |
| Chievo                      | 2011–12        | Serie A                    | 17              | 1     | 3                   | 0                   | —               | —       | —               | —     | 20              | 1        |
| AC Milan                    | 2012–13        | Serie A                    | 6               | 0     | 2                   | 0                   | 2               | 0       | —               | —     | 10              | 0        |
| Chievo (kölcsönben)         | 2012–13        | Serie A                    | 7               | 0     | 0                   | 0                   | —               | —       | —               | —     | 7               | 0        |
| Sassuolo                    | 2013–14        | Serie A                    | 13              | 0     | 0                   | 0                   | —               | —       | —               | —     | 13              | 0        |
| Sassuolo                    | 2014–15        | Serie A                    | 32              | 3     | 0                   | 0                   | —               | —       | —               | —     | 32              | 3        |
| Sassuolo                    | 2015–16        | Serie A                    | 36              | 4     | 2                   | 0                   | —               | —       | —               | —     | 38              | 4        |
| Sassuolo                    | 2016–17        | Serie A                    | 38              | 4     | 1                   | 0                   | 10              | 0       | —               | —     | 49              | 4        |
| Sassuolo                    | 2017–18        | Serie A                    | 38              | 0     | 3                   | 0                   | —               | —       | —               | —     | 41              | 0        |
| Sassuolo                    | Összesen       | Összesen                   | 157             | 11    | 6                   | 0                   | 10              | 0       | —               | —     | 173             | 11       |
| Lazio                       | 2018–19        | Serie A                    | 37              | 3     | 5                   | 0                   | 8               | 0       | —               | —     | 50              | 3        |
| Lazio                       | 2019–20        | Serie A                    | 36              | 2     | 2                   | 0                   | 6               | 0       | 1               | 0     | 45              | 2        |
| Lazio                       | 2020–21        | Serie A                    | 32              | 0     | 2                   | 1                   | 8               | 0       | —               | —     | 42              | 1        |
| Lazio                       | 2021–22        | Serie A                    | 30              | 4     | 0                   | 0                   | 6               | 0       | —               | —     | 36              | 4        |
| Lazio                       | Összesen       | Összesen                   | 135             | 9     | 9                   | 1                   | 28              | 0       | 1               | 0     | 173             | 10       |
| Internazionale (kölcsönben) | 2022–23        | Serie A                    | 31              | 0     | 5                   | 1                   | 12              | 0       | 1               | 0     | 49              | 1        |
| Internazionale              | 2023–24        | Serie A                    | 29              | 3     | 1                   | 0                   | 6               | 0       | 2               | 0     | 38              | 0        |
| Internazionale              | 2024-25*       | Serie A                    | 20              | 0     | 1                   | 0                   | 8               | 1       | —               | —     | 29              | 1        |
| Internazionale              | Összesen       | Összesen                   | 80              | 3     | 7                   | 1                   | 26              | 1       | 3               | 0     | 116             | 2        |
| Teljes karrier              | Teljes karrier | Teljes karrier             | 471             | 29    | 34                  | 2                   | 66              | 1       | 8               | 0     | 609             | 32       |

- * – A szezon jelenleg is zajlk

1. ↑  Pályára lépései a Lega Pro rájátszásában.
2. ↑  Pályára lépései a Serie B rájátszásban.
3. 1 2 3 4 5  Pályára lépései a Bajnokok ligájában.
4. 1 2 3 4  Pályára lépései az Európa-ligában.
5. 1 2 3  Pályára lépései az Olasz szuperkupán.

### A válogatottban
Legutóbb frissítve: 2023. június 18-án lett.
| Nemzet      | Év       | Pályára lépései | Gólok |
| ----------- | -------- | --------------- | ----- |
| Olaszország | 2014     | 1               | 0     |
| Olaszország | 2015     | –               | –     |
| Olaszország | 2016     | 1               | 0     |
| Olaszország | 2017     | –               | –     |
| Olaszország | 2018     | 1               | 0     |
| Olaszország | 2019     | 3               | 1     |
| Olaszország | 2020     | 5               | 0     |
| Olaszország | 2021     | 11              | 0     |
| Olaszország | 2022     | 6               | 0     |
| Olaszország | 2023     | 3               | 0     |
| Összesen    | Összesen | 31              | 1     |

### Góljai a válogatottban
| # | Dátum              | Helyszín                                          | Ellenfél            | Gól | Végeredmény | Verseny                            |
| - | ------------------ | ------------------------------------------------- | ------------------- | --- | ----------- | ---------------------------------- |
| 1 | 2019. november 15. | Bilino Polje Stadium, Zenica, Bosznia-Hercegovina | Bosznia-Hercegovina | 1–0 | 3–0         | 2020-as Európa-bajnokság-selejtező |